# L-741,626
L-741,626 es un fármaco que actúa como un antagonista potente y receptivo del receptor de dopamina D2. Tiene buena selectividad sobre los subtipos D3 y D4 relacionados y otros receptores. L-741,626 se utiliza para investigaciones de laboratorio sobre la función cerebral y ha demostrado ser especialmente útil para distinguir las respuestas mediadas por D2 de las producidas por el subtipo D3 estrechamente relacionado, y para estudiar las funciones de estos subtipos en la acción de la cocaína y las anfetaminas en el cerebro.